# Diritti LGBT in Asia
     Matrimonio omosessuale
     Riconoscimento dei matrimoni omosessuali celebrati all'estero
     Nessun riconoscimento delle coppie dello stesso sesso
     Illegale, ma pene non applicate
     Omosessualità illegale
     Ergastolo
     Pena di morte

Situazione legislativa nel continente asiatico:
Matrimonio omosessuale
Riconoscimento dei matrimoni omosessuali celebrati all'estero
Nessun riconoscimento delle coppie dello stesso sesso
Illegale, ma pene non applicate
Omosessualità illegale
Ergastolo
Pena di morte

Questa è una lista di tutte le leggi in Asia che concernono l'omosessualità ed è organizzata alfabeticamente per regione. 
Va osservato che l'elenco non deve essere assunto a rappresentare uno standard per misurare un punto di vista della nazione, di per sé. 
Le nazioni che hanno mantenuto leggi negative possono, in pratica, essere meno oppressive delle leggi che invece vengono consigliate, cosicché le leggi non vengono messe in atto. 
Allo stesso modo, un paese che manca di leggi contro il comportamento omosessuale possono essere caratterizzate da una cultura che è apertamente ostile e che così perseguita gli individui con altri mezzi. 
Nessuna nazione ha mai criminalizzato unicamente il sesso lesbico; bensì si ha la criminalizzazione di tutte le forme di comportamento omosessuale o solo di quella maschile. 
L'omosessualità rimane illegale in circa 70 paesi, compresi quelli che proibiscono anche la sodomia eterosessuale (nota: il concetto di sodomia può includere il sesso anale, il sesso orale, la fornicazione (intesa come adulterio) o qualsiasi altro comportamento sessuale che non persegue la procreazione all'interno del matrimonio).

## Tabella per stato
Nella seguente tabella, se non indicata, l'età di consenso per le relazioni omosessuali è la stessa di quella per le relazioni eterosessuali; al contrario, viene indicata se differente.
Le nazioni in grassetto sono quelle nazioni che ancora posseggono leggi contrarie all'omosessualità o che non posseggono leggi contrarie ma che comunemente la condannano, se non specificamente, con altre leggi.
In testo normale sono le nazioni che non condannano l'omosessualità o che, per di più, posseggono leggi antidiscriminatorie. 
Nella colonna "Leggi specifiche contro l'omosessualità", è indicato specificamente il precedente fattore; l'asterisco equivale all'eccezione: se posto con il NO, lo stato non condanna l'omosessualità specificamente, ma lo fa per altre vie; se posto con il SÌ, lo stato condanna l'omosessualità, ma quest'ultima rimane, in vari modi, tollerata.
Nella sezione "Note aggiuntive", pur sembrando una ripetizione dei dati precedenti, sono inserite le relative specificazioni sulle leggi (se noti l'articolo legislativo e la legge stessa, o parte di essa), eventuali note di chiarimento o l'anno di decriminalizzazione/criminalizzazione dell'omosessualità.
| Nazione                        | Leggi specifiche contro l'omosessualità       | Pena | Unioni Civili Omosessuali                                                       | Leggi contro la discriminazione sulla base dell'orientamento sessuale | Adozione | Note aggiuntive |
| ------------------------------ | --------------------------------------------- | --- | ------------------------------------------------------------------------------- | --------------------------------------------------------------------- | --- | --- |
| Afghanistan                    | Sì                                            | Numerosi anni di prigione o pena di morte | No                                                                              | No                                                                    | No | È incerto se l'omosessualità sia un crimine o no a livello costituzionale dal momento che la nazione vive un lungo periodo di relativo caos dovuto alle continue battaglie tra NATO e talebani, ma la pena di morte (imposta dai talebani) solitamente non viene più applicata. Il Codice Penale del 1976 ora valido, stipula un lungo imprigionamento per l'adulterio e la pederastia, a volte si utilizza nei confronti dell'omosessualità. Comunque sia, spesso, vige la legge della sharia, che proibisce relazioni omosessuali tra uomini e tra donne. Nei casi in cui essa viene applicata è prevista la lapidazione. Amnesty International ha documentato numerosi casi di indicibili torture e esecuzioni pubbliche inflitte a uomini sorpresi in congiungimenti carnali. |
| Arabia Saudita                 | Sì                                            | Da numerosi mesi di prigione fino all'ergastolo, ammenda e/o frustate, castrazione, tortura o pena di morte per la prima condanna. Una seconda condanna comporta la pena di morte. | No                                                                              | No                                                                    | No | Vige la legge della Sharia. Nella maggior parte dei casi la pena è la morte. |
| Autorità Nazionale Palestinese | Sì a Gaza (solo maschile). No in Cisgiordania | 10 anni di prigione | No                                                                              | No                                                                    | No | Dall'Ordinanza del Codice Criminale del 1936 ancora in vigore, l'omosessualità maschile è illegale. Alcuni omosessuali, in differenti regioni, vengono arrestati o torturati, cosicché spesso tentano di fuggire in Israele. |
| Bahrein                        | Sì (solo maschile)                            | Deportazione - Ammenda - 10 anni di prigione | No                                                                              | No                                                                    | No | L'omosessualità è stata considerata illegale dal 1956 quando, come parte dell'Impero Britannico, fu dato allo stato il Codice Penale indiano. L'articolo 377 di questo codice fa dell'"innaturale comportamento sessuale" un crimine punibile. La legge permane tuttora e sembra applicarsi in casi di adulterio. Comunque essa è raramente compiuta. |
| Bangladesh                     | Sì (solo maschile)                            | Deportazione - Ammenda - 10 anni di prigione - Ergastolo - Morte | No                                                                              | No                                                                    | No | L'articolo 377, adottato dal codice dell'Impero Britannico, stabilisce l'illegalità dell'omosessualità e la pena, definita nella deportazione, in un'ammenda o nella prigione. Comunque sia vige la Sharia, e comuni sono i casi di Fatwā locali con sentenza pari all'ergastolo o alla morte. |
| Bhutan                         | No                                            | - | No                                                                              | No                                                                    | No | Fino al 2021 il codice penale puniva, non eccessivamente, l'omosessualità. Comunque, non ci sono casi conosciuti di condanne per tale crimine. Molto poco si sa della vita gay in Bhutan, seppur si sia a conoscenza della diversa interpretazione di etero e omosessualità in tale cultura. Alcuni definiscono addirittura tale società come generalmente bisessuale, argomento su cui, però, si disputa. |
| Birmania                       | Sì                                            | 10 anni di prigione - Ergastolo | No                                                                              | No                                                                    | No | Secondo l'articolo 377 del codice penale dell'Impero Britannico (1882), ancora in vigore, sono criminalizzati i rapporti carnali con l'ordine della natura con qualsiasi uomo, donna o animale. |
| Brunei                         | Sì                                            | Pena di morte (sospesa), arresto e 100 frustate per gli uomini. Bastonate e 10 anni di prigione per le donne.                                                                      | No                                                                              | No                                                                    | No | L'articolo 377, adottato dal codice dell'Impero Britannico, stabilisce l'illegalità dell'omosessualità e la pena; articoli correlati sono il 292 e il 294. |
| Cambogia                       | No                                            | - | No. Partnership riconosciute in alcune città                                    | No                                                                    | No (ufficialmente vietate, anche se ci sono stati numerosi casi di adozioni da parte di coppie omosessuali) | L'omosessualità è stata legalizzata nel 1990. |
| Cina                           | No                                            | - | No                                                                              | No                                                                    | No | L'omosessualità è stata decriminalizzata nel 1997 e tolta dal Chinese Classification and Diagnostic Criteria of Mental Disorders nel 2001. Dal 2003 si sta discutendo sull'introduzione del matrimonio omosessuale. |
| Corea del Nord                 | No*                                           | - | No                                                                              | No                                                                    | No | L'omosessualità non è criminalizzata (si adottano le idee basate sulla ricerca scientifica) ma la discussione pubblica riguardo all'omosessualità non è permessa, essendo quest'ultima vista come una "malattia" o un vizio capitalista. |
| Corea del Sud                  | No*                                           | - | No                                                                              | No                                                                    | No | Non si ha menzione sull'omosessualità nel Codice Penale Civile o nella Costituzione, ma in pratica si ha una diffusa discriminazione contro i gay e una diffusa censura dei siti web gay. Il Codice Penale Militare prevede un massimo di 1 anno di servizio aggiuntivo o un congedo con disonore in seguito ad atti omosessuali durante il servizio militare. |
| Emirati Arabi Uniti            | Sì                                            | Morte | No                                                                              | No                                                                    | No | L'articolo 354 del Codice Penale Federale 21/03/1988 stabilisce che Chiunque commetta violenza sessuale su una donna o sodomia con un uomo sarà punito con la morte. Lascia intatta la legge della sharia, nel senso che è discrezione dell'organo giudicante se il reato va punito con la legge federale o con la legge della Shari'a: molti emiri applicano la lapidazione. |
| Filippine                      | No                                            | - | No                                                                              | No                                                                    | No | Le relazioni omosessuali tra adulti consenzienti in privato non sono un crimine dal 1933. È in considerazione l'introduzione del matrimonio omosessuale dal 2003. |
| Giappone                       | No                                            | - | No                                                                              | Sì                                                                    | No | L'omosessualità è legale dal più di un secolo (1880), anche se alcune prefetture mantengono una maggiore età di consenso per i rapporti omosessuali. |
| Giordania                      | No                                            | - | No                                                                              | No                                                                    | No | La costituzione, scritta nel 1952, non menziona l'orientamento sessuale o l'identità di genere, ma possiede alcuni articoli che possono applicarsi alla cittadinanza LGBT. La sodomia privata, adulta e consensuale è stata decriminalizzata dal Codice Penale del 1951. L'età di consenso è posta ai 16 anni. Ad oggi, l'omosessualità non è un crimine seppur non sia molto comune, data la frequenza di delitti d'onore da parte di vigilanti indipendenti. |
| Hong Kong                      | No                                            | - | No                                                                              | No                                                                    | No | L'omosessualità viene decriminalizzata nel 1991. Il matrimonio omosessuale e i provvedimenti per leggi anti-discriminatorie sono tuttora in considerazione. |
| India                          | No                                            | - | No                                                                              | Solo in limitati settori                                              | No | L'omosessualità è stata decriminalizzata ufficialmente il 6 settembre 2018. La Corte Suprema nel 2014 ha riconosciuto le persone transgender come 'terzo sesso'. |
| Indonesia                      | No*                                           | - | No                                                                              | No                                                                    | No | L'omosessualità non è un crimine se avviene in privato e tra adulti consenzienti. Nel 2003 fu però proposta una legislazione dal Ministro della Giustizia per correggere il codice criminale così da criminalizzare la sodomia sia etero che omosessuale con una pena fino a 12 anni di prigione. Questa legge non passò ma il governo nazionale permise ai governi locali di adottare la legge islamica e così, in certe ordinanze locali, viene proibita l'omosessualità ed il travestitismo. |
| Iran                           | Sì                                            | Costituzionalmente: prigione - Sharia (vedi note) - Morte | No                                                                              | No                                                                    | No | La legge al riguardo viene spesso abusata dagli ufficiali governativi. Per molti anni non si è avuta notizia di esecuzioni di omosessuali, seppur molti ritengano il caso dei giovani Mahmoud Asgari e Ayaz Marhoni un'esecuzione per tale motivo (e non per stupro). Generalmente, vige la sharia: Articoli. 114-119: la “sodomia” tra adulti consenzienti è punita con la morte. Il metodo di esecuzione è scelto dal giudice della sharia. Articoli 121,122: il massaggio o sfregamento delle cosce o delle natiche commesso da due uomini è punito da 100 frustate: alla quarta infrazione, la punizione è la morte. Articoli 123 e 124: se due uomini “stanno nudi uno sull'altro senza nessuna necessità” sono puniti entrambi fino a 99 frustate e se un uomo “bacia un altro con lussuria” la punizione è di 60 frustate. Articoli: 127-130: atti di lesbismo tra donne adulte sono puniti da 100 frustate e dopo la quarta infrazione, la punizione è la morte. . Per i transessuali esistono delle tutele dagli anni 80. |
| Iraq                           | No*                                           | - | No                                                                              | No                                                                    | No | Non esistono provvedimenti nel corrente codice criminale iracheno riguardanti l'omosessualità, grazie alla restaurazione del codice del 1969 da parte dell'occupazione statunitense. Comunque, correntemente, squadre della morte operano nel paese con il preciso scopo di punire (con la morte) gli omosessuali. Malgrado ciò, nel 2003 l'omosessualità fu legalizzata. |
| Israele                        | No                                            | - | Coabitazione non registrata (simile al matrimonio omosessuale di altre nazioni) | Sì                                                                    | Sì (solo le donne)                                                                                          | L'omosessualità è stata decriminalizzata nel 1988, pur essendo non più condannata dal 1933. La prima coppia "sposata" si ha nel 2007 e il primo riconoscimento di un figlio a due donne nel 2005. |
| Kazakistan                     | No                                            | - | No                                                                              | No                                                                    | No | L'omosessualità è legale dal 1998. |
| Kirghizistan                   | No                                            | - | No                                                                              | No                                                                    | No | L'omosessualità è legale dal 1998. |
| Kuwait                         | Sì (solo maschile)                            | 7 anni di prigione | No                                                                              | No                                                                    | No | Gli articoli 192, 193 puniscono le relazioni sessuali tra uomini maggiori di 21 anni. |
| Laos                           | No*                                           | - | No                                                                              | No                                                                    | No | L'omosessualità è legale, ma perseguita localmente, dal 1992. |
| Libano                         | Sì                                            | 1 anno di prigione | No                                                                              | No                                                                    | No | L'articolo 534 del Codice Penale punisce tutti i contatti fisici e le unioni contro natura. Tale proibizione è valida per l'omosessualità maschile, l'adulterio, la sodomia e la fornicazione, mentre il lesbismo è legale dato che non involve la penetrazione. Recentemente un giudice si è rifiutato di condannare un imputato perché omosessuale. Si procede verso la totale depenalizzazione. |
| Macao                          | No                                            | - | No                                                                              | No                                                                    | No | I rapporti sessuali (sia omo che etero) sono legali dai 17 anni in poi. |
| Malaysia                       | Sì (solo maschile)                            | Ammenda - 20 anni di prigione | No                                                                              | No                                                                    | No | L'articolo 377 del Codice Penale dichiara che chiunque volontariamente abbia relazioni carnali contro l'ordine della natura con uomini, donne o animali, dovrà essere punito... ... Ogni uomo che, in pubblico o in privato, commette o favorisce o tenta o procura in concorso con altro uomo, qualunque atto di grave oscenità con un altro uomo, dovrà essere punito con la prigione per un periodo estendibile fino a due anni. |
| Maldive                        | Sì                                            | Uomini: Ammenda - 9 mesi-10 anni di prigione - 10-30 frustate / Donne: 9 mesi-1 anno di arresti domiciliari - Frustate                                                             | No                                                                              | No                                                                    | No | Secondo il Codice Penale del 1960 gli Atti sessuali tra uomini e tra donne sono proibiti. |
| Mongolia                       | No*                                           | - | No                                                                              | No                                                                    | No | L'omosessualità non è illegale ma la sezione 113 del Codice Penale proibendo le immorali gratificazioni di desideri sessuali può essere usata contro gli omosessuali. |
| Nepal                          | No                                            | - | No                                                                              | No                                                                    | No | Sotto ordine della Corte Suprema, l'omosessualità è legale dal 2007. |
| Oman                           | Sì                                            | Ammenda - 6 mesi-3 anni di prigione | No                                                                              | No                                                                    | No | L'articolo 33 del Codice Penale punisce gli atti di sodomia e lesbismo. |
| Pakistan                       | Sì                                            | 2 anni di prigione - 100 frustate - Ergastolo - Morte per lapidazione | No                                                                              | No                                                                    | No | La sezione 377 del Codice Penale (Impero Britannico) punisce “i rapporti carnali di ogni uomo contro l'ordine della natura”. Dalla reintroduzione della legge islamica nel 1990 sono possibili le lapidazioni. |
| Qatar                          | Sì                                            | Ammenda - 5 anni di prigione | No                                                                              | No                                                                    | No | Il nuovo Codice Penale del 2004 punisce l'adulterio, lo stupro e gli atti omosessuali, com'era nel precedente (1971). |
| Repubblica di Cina (Taiwan)    | No                                            | - | Matrimonio omosessuale                                                          | Sì                                                                    | Step-child adoption e adozione per single LGBT                                                              | L'omosessualità è legale; nel 2007 si hanno le prime leggi anti-discriminatorie. |
| Singapore                      | No                                            | - | No                                                                              | Sì                                                                    | No | La sezione 377A del codice penale dell'Impero britannico che criminalizzava l'omosessualità maschile è stata abrogata il 29 novembre 2022. |
| Siria                          | Sì*                                           | 1 anno di prigione - Ammenda | No                                                                              | No                                                                    | No | L'articolo 520 del Codice Penale 1949 punisce il rapporto anale con uomini, donne o animali con la prigione fino ad un anno; de-facto l'articolo è sospeso o sostituito con un'ammenda. |
| Sri Lanka                      | Sì (solo maschile)                            | Ammenda - 10 anni di prigione | No                                                                              | No                                                                    | No | L'omosessualità è punita dall'articolo 365 del Codice Penale 1883 (dall'Impero Britannico). |
| Tagikistan                     | No                                            | - | No                                                                              | No                                                                    | No | L'omosessualità è legale dal 1998. |
| Thailandia                     | No                                            | - | Sì                                                                              | Sì                                                                    | No | L'omosessualità è legale dal 1956 e non è più considerata una malattia negli ordinamenti legali dal 2002. Dal 2005 gli omosessuali possono entrare nel servizio militare. |
| Timor Est                      | No                                            | - | No                                                                              | No                                                                    | No | L'omosessualità è legale dal 1958. |
| Turkmenistan                   | Sì (solo maschile)                            | Ammenda - 2 anni di prigione | No                                                                              | No                                                                    | No | L'articolo 135 del Codice Penale 1997 punisce il Muzhelozhstvo, ossia le relazioni sessuali di un uomo con un uomo.... |
| Uzbekistan                     | Sì (solo maschile)                            | Ammenda - 3 anni di prigione | No                                                                              | No                                                                    | No | L'articolo 120 del Codice Penale 1999 stabilisce la punizione per il “Besoqolbozlik, ossia, il volontario rapporto sessuale [anale] di due individui maschili. Le persone LGBT sono soggette a detenzione arbitraria e persecuzioni. |
| Vietnam                        | No*                                           | - | No                                                                              | No                                                                    | No | L'omosessualità è legale (non esiste una legislazione specificatamente contraria) ma è possibile l'uso di reati come il “sovvertimento della pubblica morale” per perseguire gli omosessuali. |
| Yemen                          | Sì                                            | Prigione - Fustigazione - Morte | No                                                                              | No                                                                    | No | Il Codice Penale del 1994 criminalizza i "rapporti sessuali illegali" che includono adulterio, atti omosessuali, sodomia, etc. |